# EcuRed
EcuRed es un proyecto de enciclopedia colaborativa en red del gobierno de Cuba. Cualquier usuario registrado previamente puede colaborar, pero es desarrollado y administrado principalmente por personas afines al Joven Club de Computación y Electrónica, entidad del Ministerio de Comunicaciones, que posee más de 600 filiales en todo el país encargadas de enseñar computación. Se lanzó oficialmente el 14 de diciembre de 2010, auspiciada por el gobierno cubano y apoyado por la Oficina Nacional para la Informatización (ONI) y el Instituto de Información Científica y Tecnológica (IDICT).
Su filosofía «es la acumulación y el desarrollo del conocimiento con un objetivo democratizador y no lucrativo, desde un punto de vista descolonizador». Su nombre viene del término Ecúmene, que significa ‘mundo’.
En enero de 2025 contaba con  273 295 artículos y 413 342 archivos, muchos de ellos relacionados con biografías e historia cubana. Posee más de 82 803 usuarios registrados y 4,75 millones de ediciones realizadas.

## Características
EcuRed utiliza el software MediaWiki, similar al de Wikipedia, aunque en apariencia el diseño de la página muestra los colores de la bandera cubana.
La totalidad de los contenidos de EcuRed solo pueden ser modificados por usuarios registrados. El registro en la wiki es como en cualquier sitio a través de un correo de confirmación y puede registrase cualquier persona sin importar el país. Inicialmente se previó permitir el libre registro a los meses siguientes de la inauguración del sitio. Los cubanos que no tienen correo electrónico pueden editar las páginas mediante los Joven Club de Computación extendidos por toda la isla.

## Proyectos asociados

### EcuRed Portátil
Como parte del proyecto EcuRed, el 14 de diciembre de 2011 fue lanzada oficialmente la EcuRed Portátil, también llamada EcuRed Portable, que es una aplicación de escritorio multiplataforma que permite gestionar toda la información que está contenida dentro de esta enciclopedia y ser utilizada por todas las personas, tanto cubanas como extranjeras.
Fue creada por el Centro de Desarrollo Territorial Holguín, entidad productiva perteneciente a la Universidad de las Ciencias Informáticas (UCI) y posteriormente asumido por el Grupo Técnico de EcuRed, que atiende directamente el hospedaje y funcionalidad de la Enciclopedia.
El 7 de septiembre de 2013 fue lanzada la versión 2.0i, que entre otras mejoras contiene las imágenes de las plantillas de los artículos.
El 7 de septiembre de 2016, comenzó la utilización proyecto de software libre Kiwix en su versión portátil para computadoras personales, quedando sin soporte las versiones anteriores.

### EcuMóvil
El 4 de abril de 2013 es lanzada oficialmente la EcuMóvil, una aplicación para dispositivos móviles que cumple el mismo objetivo de la EcuRed Portátil, pero para dispositivos que utilicen sistema operativo Android 2.2 o superior. El proyecto fue coordinado entre la Oficina Nacional de Informatización (inversionista), el Grupo Técnico de EcuRed (gestor del contenido) perteneciente a los Joven Club de Computación y Electrónica y Empresa Nacional de Software (desarrollador). Siendo asumida por el Grupo Técnico de EcuRed a partir de su lanzamiento.
El 7 de septiembre de 2013, fue lanzada una versión con imágenes. Entre otras mejoras incluye opciones de autocompletamiento en las búsquedas y posibilidad de giros y acercamiento del texto dentro del teléfono móvil.
El 7 de septiembre de 2016, comenzó la utilización proyecto de software libre Kiwix en su versión portátil para dispositivos móviles, quedando sin soporte las versiones anteriores.

### Otros proyectos
Otros proyectos asociados a la EcuRed son: Cuba desde EcuRed, EcuLibros, Editor Offline y EcuRed por Cuba.

## Premios
Desde su lanzamiento EcuRed ha obtenido un grupo de reconocimientos, entre ellos se encuentran:
- Premios WSIS 2017, como uno de los 90 finalistas entre los trabajos escogidos por la Cumbre Mundial sobre la Sociedad de la Información (CMSI) (WSIS, por sus siglas en inglés), organizado por la Unión Internacional de Telecomunicaciones (UIT). El premio fue otorgado el 13 de junio de 2017 en la categoría Acceso a la información y al conocimiento.[12]
- Premio Espacio 2017, entregado la Asociación Cubana de Comunicadores Sociales (ACCS) en la categoría Comunicación Institucional. El lauro fue entregado en el marco del 4.º Festival Internacional de Comunicación Social celebrado en el Palacio de las Convenciones de La Habana.[13]
- Premio LaTinatec 2017, entregado el 28 de septiembre de 2017 con motivo del III Foro de Empresarios y Líderes en Tecnologías de la Información.[14]
- Premio de la AENTA, el 24 de noviembre de 2017 le fue conferido a EcuRed el Premio del Sistema de Ciencia e Innovación Tecnológica en la categoría de Impacto Social, lauro que entrega la Agencia de Energía Nuclear y Tecnologías de Avanzada de Cuba (AENTA), para destacar los resultados científicos derivados de los proyectos de investigación y desarrollo, de acuerdo con su aporte científico, económico o social.
- Sello 45 Aniversario de la Universidad de Matanzas, otorgado con motivo del octavo aniversario de la Enciclopedia, el 14 de diciembre de 2018 en el acto central celebrado en la Universidad de Matanzas.

## Críticas
Por su fin y características editoriales EcuRed fue calificada en sus inicios por algunos medios como «una versión castrista de Wikipedia y no ecuánime y sesgada en artículos de política, historia contemporánea y biografías de personajes relevantes en la historia reciente de Cuba». Ha sido criticada por Oswaldo Payá Sardiñas, ganador del Premio Sájarov de los Derechos Humanos, por verter informaciones calumniosas contra miembros de la llamada disidencia cubana y de servir de medio de comunicación oficial del gobierno cubano. Por ejemplo, algunos de los artículos mencionados son «Fidel Castro», el cual es descrito como Líder indiscutible de la Revolución Cubana y «Estados Unidos», descrito como imperio de nuestro tiempo. La opositora y activista Yoani Sánchez es calificada como «cibermercenaria vinculada al gobierno de Estados Unidos». Además aborda otros temas como «Terrorismo de Estado en Colombia» que alude a la llamada «política de seguridad democrática» del gobierno de Álvaro Uribe.
El supuesto sesgo de su contenido le costó el apodo de Castropedia en un artículo publicado por el periódico británico The Guardian poco después de la inauguración del portal.

## Estadísticas
Actualmente la Enciclopedia Colaborativa Cubana cuenta con total de 67 069 usuarios (de ellos 567 son activos), 220 125 artículos y 325 203 archivos. Es considerado el sitio cubano más visitado desde el exterior, dentro del dominio .cu. EcuRed ocupa el lugar 32 entre los sitios que más se visitan desde Cuba y el 3,678 del rango global, según datos del sitio web Alexa.
| N.º                                    | Días                     | Visitas únicas | Páginas vistas |
| -------------------------------------- | ------------------------ | -------------- | -------------- |
| 1                                      | 3 de septiembre de 2019  | 702 808        | 1 028 612      |
| 2                                      | 4 de septiembre de 2019  | 681 494        | 1 009 050      |
| 3                                      | 27 de agosto de 2019     | 672 806        | 1 001 609      |
| 4                                      | 28 de agosto de 2019     | 671 923        | 1 008 246      |
| 5                                      | 10 de septiembre de 2019 | 665 002        | 956 653        |
| 6                                      | 2 de septiembre de 2019  | 649 841        | 976 672        |
| 7                                      | 11 de septiembre de 2019 | 648 715        | 955 695        |
| 8                                      | 29 de agosto de 2019     | 647 307        | 959 376        |
| 9                                      | 24 de septiembre de 2019 | 646 343        | 940 385        |
| 10                                     | 5 de septiembre de 2019  | 625 148        | 923 885        |
| Día con más visitas en años anteriores |                          |                |                |
| 2018                                   | 3 de diciembre de 2018   | 414 838        | 640 818        |
| 2017                                   | 17 de mayo de 2017       | 315 303        | 479 096        |
| 2016                                   | 4 de octubre de 2016     | 262 764        | 387 983        |
| 2015                                   | 4 de noviembre de 2015   | 227 036        | 347 642        |

| País      | Porcentaje | Posición |
| --------- | ---------- | -------- |
| México    | 26.0%      | 234      |
| Colombia  | 8.2%       | 245      |
| Venezuela | 7.9%       | 258      |
| Perú      | 7.6%       | 196      |
| Argentina | 7.3%       | 496      |
| Cuba      | ?          | 32       |
| Global    | 100%       | 3,678    |

| Cantidad de Artículos | Usuarios registrados | Fecha                                         |
| --------------------- | -------------------- | --------------------------------------------- |
| 0                     | Creación             | Agosto de 2009                                |
| 19.600                |                      | 14 de diciembre de 2010 (Lanzamiento oficial) |
| 50.000                |                      | 27 de agosto de 2011                          |
| 100.000               |                      | 5 de diciembre de 2012                        |
| 135.748               | 18.044               | 14 de diciembre de 2014 (4to aniversario)     |
| 150.000               | 27.393               | 4 de noviembre de 2015                        |
| 164.344               | 34.795               | 14 de diciembre de 2016 (6to aniversario)     |
| 196.109               | 49.530               | 14 de diciembre de 2018 (8vo aniversario)     |
| 200.000               | 52.610               | 29 de abril de 2019                           |

## EcuRed en fase de mantenimiento 2024
Desde antes del día 23 de abril de 2024, EcuRed publicó en su portada el aviso: 
"Atención. LA BASE DE DATOS ha sido bloqueada por cuestiones de mantenimiento, así que no podrás guardar tus modificaciones en este momento, le rogamos nos disculpe las molestias.".
Unos días más tarde (12 de mayo de 2024) la portada de EcuRed avisaba que: 
"EcuRed está de mantenimiento. Estimados usuarios: Queremos informarles que la plataforma EcuRed entrará en un periodo de actualización debido a trabajos en algunos de sus servidores. Durante este intervalo, el acceso a la plataforma se verá interrumpido. Al concluir estos trabajos, Ecured retomará su funcionamiento normal. Apreciamos su comprensión y pedimos disculpas por cualquier inconveniente que esto pueda ocasionar. Atentamente, El equipo de EcuRed". 
El 26 de mayo de 2024 en la portada aparece: 
"No se puede obtener acceso a esta pagina
Desde al menos junio de 2024, la página aparece estar activa.
Estas fases de mantenimiento en EcuRed suelen ocurrir sistemáticamente en la enciclopedia, se les avisa a los colaboradores que se pondrá sólo lectura para realizar mantenimientos a los servidores, actualizar las diferentes aplicaciones en los servidores, migrar la información de unos servidores a otros o cualquier otra tarea de mantenimiento. En ocasiones también se utiliza cuando la enciclopedia o sus servidores son atacados desde el exterior de Cuba.